# Гасанли, Али Назим оглы
Али Назим оглы Гасанли (азерб. Həsənli Əli Nazim oğlu; 21 февраля 1996, Гянджа, Азербайджан) — азербайджанский футболист. Выступает на позиции вратаря. Защищает цвета юношеской сборной Азербайджана до 19 лет, а также команды первого дивизина чемпионата Азербайджана — ФК «Нефтчала».

## Биография
Али Гасанли родился 21 февраля 1996 года в азербайджанском городе Гянджа. В двухлетнем возрасте вместе с семьей переехал в Российскую Федерацию. Проживал вначале в городе Астрахань, далее в Москве. В 2002 году возвращается в Азербайджан, в город Баку. В 2008 году, в возрасте 12 лет начинает заниматься футболом в детской футбольной школе «Ватан» (рус. «Родина»). Первым тренером был Салман Алиев. С 2013 года является студентом факультета игровых видов спорта Азербайджанской государственной академии физической культуры и спорта, по специальности футболист.

## Клубная карьера

### Чемпионат
Али Гасанли является воспитанником футбольной академии клуба «Габала», в юношеском составе которого (до 15 лет) начинал свою профессиональную карьеру футболиста в 2010 году. Через четыре года переходит в дубль «габалинцев», где проводит один сезон. В 2014 году, на правах аренды выступает один сезон в составе клуба первого дивизиона «Ахсу», где становится серебряным призёром чемпионата. Летом 2015 года возвращается в Габалу и получив статус свободного футболиста, переходит в клуб «Нефтчала» из одноименного азербайджанского города, выступающего в первом дивизионе. В первом же сезоне завоевывает золотые медали.

### Кубок
В Кубке Азербайджана провел две игры.
| № | Дата           | Раунд                     | Клуб       | Соперник  | Итог игры | Минут на поле |
| - | -------------- | ------------------------- | ---------- | --------- | --------- | ------------- |
| 1 | 3 декабря 2014 | Второй раунд - 1/8 финала | «Габала»   | «Ахсу»    | 3:0       | 90            |
| 2 | 2 декабря 2015 | Второй раунд - 1/8 финала | «Нефтчала» | «Сумгаит» | 0:1       | в запасе      |

## Сборная Азербайджана
Имеет опыт выступления за юношеские (до 15, 16, 17 и 19 лет) сборные Азербайджана.

### U-17
С 2010 по 2012 года регулярно вызывался в состав юношеской сборной Азербайджана до 17 лет, в составе которого принимал участие на учебно-тренировочных сборах и международный турнирах.

## Достижения
- Сезон 2012/2013 годов - победитель чемпионата Азербайджана в Лиге-19 в составе ФК «Габала»[9]
- Сезон 2014/2015 годов - серебряный призёр первого дивизиона в составе ФК «Ахсу»
- Сезон 2015/2016 годов - победитель первого дивизиона в составе ФК «Нефтчала»[10]

## Интересные факты
- По словам главного тренера ФК «Нефтчала» Камала Гулиева, Али Гасанли является одним из 2-3 лучших вратарей Азербайджана.[11]